# コロンボ・ライトレール
コロンボ・ライトレール（英語: Colombo Light Rail Transit System, シンハラ語: කොළඹ සැහැල්ලු දුම්රිය සංක්‍රමණ පද්ධතිය, タミル語: கொழும்பு இலகு ரக ரயில் கட்டமைப்பு）は、スリランカのコロンボ大都市圏に計画されていたライトレール。運用はスリランカ政府と民間の官民パートナーシップにより行われる計画であった。
シリセーナ政権下の2019年7月より工事が開始されたが、同年11月に政権交代したゴーターバヤ・ラージャパクサ政権は、翌2020年9月に費用の問題から事業を撤回することを表明。しかし2022年スリランカ反政府運動によりウィクラマシンハ政権が成立したのを受け、計画の再開が検討されている。

## 路線
第一期の整備計画では、スリランカ最大のターミナル駅であるフォート駅を起点に、コロンボ市内を南東に横断、スリジャヤワルダナプラコッテ北部を抜けて、さらに東のITパークまでの総延長約15.7kmを結ぶ。この区間は全て高架鉄道として建設される。第一期の計画に対しては、2019年に日本の国際協力機構 (JICA) より300億円の円借款が調印されている。

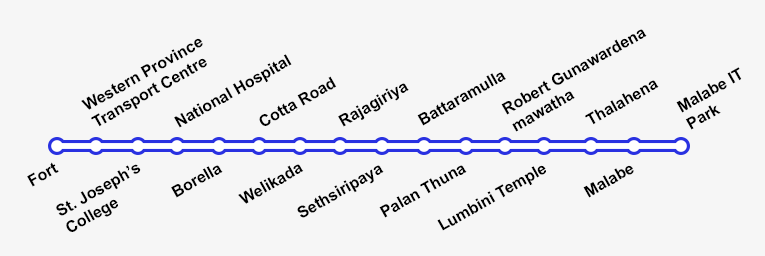
第一期の路線図